# Admirals Beach
Admirals Beach est une municipalité située sur l'île de Terre-Neuve dans la province de Terre-Neuve-et-Labrador au Canada. Le nom de la communauté était autrefois orthographié sous le forme d'Admiral's Beach. La communauté fut incorporée le 16 janvier 1968.
En 2006, elle avait une population de 185 habitants, en diminution à 97 habitants en 2021.